# Ruellia geminiflora
Ruellia  geminiflora, conocida con el nombre común de ipecacuanha-da-flor-roxa, es una especie de planta originaria de Argentina; Brasil, típica de la vegetación de Caatinga y Cerrado; Guayanas, y Venezuela. 

## Propiedades
La raíz de esta especie contiene, posiblemente, sustancias tóxicas.

## Taxonomía
Ruellia geminiflora fue descrita por Carl Sigismund Kunth y publicado en Nova Genera et Species Plantarum (quarto ed.) 2: 240. 1817[1818].
Etimología
Ruellia: nombre genérico que fue nombrado en honor de Jean Ruelle, herborista y médico de Francisco I de Francia y traductor de varios trabajos de Dioscórides.
geminiflora: epíteto latino que significa "con flores a pares".
Sinonimia
- Dipteracanthus blanchetianus Moric.
- Ruellia blanchetiana (Moric.) Lindau
- Copioglossa pilosa Miers
- Dipteracanthus geminiflorus (Kunth) Nees
- Dipteracanthus humilis Nees
- Dipteracanthus vindex Nees
- Gymnacanthus campestris Oerst.
- Gymnacanthus geminiflorus (Kunth) Oerst.
- Ruellia campestris (Oerst.) Hemsl.
- Ruellia elliptica Rusby
- Ruellia hirsuta Lindau
- Ruellia hirsuta Velloso
- Ruellia hypericifolia Rusby
- Ulleria gemniflora (Kunth) Bremek.[1]